# Good God
Good God — сингл ню-метал-групи Korn з другого альбому Life Is Peachy, що вийшов 7 листопада 1997. Концертне відео на «Good God», записане в театрі Асторія (Лондон, Англія) було включено в розширене видання альбому. Як і у випадку з піснею «Faget», на «Good God» був знятий відеокліп, але відео так ніколи і не було видано.
Пісня з 1998 а довгий час не виконувалася на концертах, але у 2007 Korn включили її в концертний сет-лист.
|  | Для цього синглу чи альбому відсутня чи не завантажена обкладинка. Якщо таку обкладинку буде знайдено, прохання завантажити її на сервер Вікіпедії і прибрати це повідомлення. |